# Lucifer (tijdschrift)
Lucifer is een tweemaandelijks Nederlands theosofisch tijdschrift dat wordt uitgegeven door Stichting I.S.I.S. in Den Haag. De eerste editie van Lucifer (de lichtbrenger) verscheen in de lente van 1979. Het tijdschrift is gewijd aan de studie van wetenschap, wijsbegeerte en religie in het licht van de theosofie. De redactie van het tijdschrift streeft ernaar Lucifer zich te laten onderscheiden van andere opiniebladen door het consequent te zoeken naar de oorzaken achter de problemen en verschijnselen. Redactieleden en andere medewerkers ontvangen geen loon voor hun bijdrage aan het tot stand komen van het tijdschrift. 
Van lente 1979 tot juni 1985 was D.J.P. Kok hoofdredacteur van Lucifer. Op 1 juli 1985 werd hij opgevolgd door Herman C. Vermeulen.